# Тьяронн Шері
Тьяронн Шері (нід. Tjaronn Chery, нар. 4 червня 1988, Енсхеде) — нідерландський та суринамський футболіст, півзахисник «Неймегена» та національної збірної Суринаму.

## Клубна кар'єра
Народився 4 червня 1988 року в місті Енсхеде. Вихованець футбольної школи клубу «Твенте», але в основній команді зіграв лише один матч, 29 жовтня 2008 року у Ередивізі у матчі проти «Вітессе» (2:0), вийшовши на заміну замість Марко Арнаутовича у компенсований час. На початку 2009 року був відданий в оренду в «Камбюр», де до кінця сезону зіграв 15 ігор у другому дивізіоні, а наступний сезон провів в оренді у іншій друголіговій команді «Росендал».

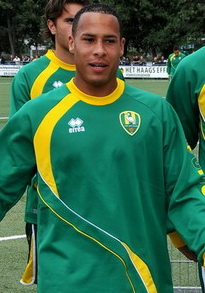
Тьяронн Шері під час виступів за «АДО Ден Гаг». 2011 рік.

Влітку 2010 року Шері назавжди покинув «Твенте» і підписав контракт з «Еммен». Тут футболіст став одним із лідерів команди і наприкінці сезону його було визнано найталановитішим гравцем ліги, коли він у 34 матчах за «Еммен» в усіх турнірах забив десять разів. Цим молодий півзахисник зацікавив представника вищого дивізіону, клуб «АДО Ден Гаг», куди і перейшов 6 червня 2011 року. У своєму першому сезоні він зіграв у сорока матчах, забив п'ять голів і віддав дев'ять результативних передач, а у наступному сезоні став був ще більш важливим, забивши вісім голів і віддавши стільки ж результативних передач у 34 матчах.
Протягом успішного сезону 2012/13 років Шері почав привертати інтерес з боку іноземних клубів, але в підсумку 23 липня 2013 року приєднався до «Гронінген» на умовах оренди на сезон з обов'язковим викупом по її завершенні. Він грав за «Гронінген» переважно як атакувальний півзахисник, і у своєму першому сезоні він забив десять голів і віддав сім результативних передач, а наступний сезон 2014/15 став найрезультативнішим. В Ередивізі він забив п'ятнадцять голів, що поставило його на п'яте місце в списку найкращих бомбардирів турніру. Він також зіграв ключову роль у Кубку Нідерландів, забивши два голи та зробивши шість результативних передач, завдяки чому «Гронінген» виграв трофей, перемігши «Зволле» з рахунком 2:0 у фіналі. За свою гру Шері був обраний найкращим гравцем року клубу в сезоні 2014/15 років.
20 липня 2015 року Шері перейшов до клубу англійського Чемпіоншипу «Квінз Парк Рейнджерс», підписавши трирічний контракт. У дебютному сезоні Шері зіграв 41 матч і забив десять голів, ставши одним із найкращих бомбардирів команди разом із Чарлі Остіном, який покинув КПР по ходу сезону. Його гра в цьому сезоні принесла йому нагороди «Гравець року» за версією Ray Jones Players та «Гравець року» за версією Junior Hoops. Наступний сезон 2016/17 років Шері також добре розпочав, забивши три голи у п'яти матчах, але надалі хоч і продовжував грати в основному складі, але втратив форму, через що загалом забив чотири рази в першій половині сезону за 25 матчів.
У січні 2017 року Шері підписав контракт з китайським клубом «Гуйчжоу Чжичен», який на той час грав у Суперлізі. У свій перший рік в новій команді Тьяронн не забив жодного голу, але віддав шість результативних передач. Наступного року він також тривалий час не міг забити і лише у своєму передостанньому матчі за «Гуйчжоу» йому нарешті вдалося забити. Він зіграв загалом 28 матчів за китайський клуб, забив один гол і зробив дев'ять результативних передач. В результаті у липні 2018 року Шері перейшов до «Кайсеріспора» на правах оренди і у своєму єдиному сезоні за турецький клуб він забив десять голів і віддав п'ять результативних передач.
У серпні 2019 року Шері приєднався до ізраїльського «Маккабі» (Хайфа) і одразу став одним із найкращих гравців команди, у сезоні 2019/20 забивши 10 голів і віддавши 11 результативних передач. Після цього у 2020 році Шері став віцекапітаном після Нети Лаві і у своєму другому сезоні він виграв чемпіонат Ізраїлю, забивши чотирнадцять голів та зробивши шість результативних передач. У своєму третьому сезоні Шері став капітаном «Маккабі» і з тринадцятьма голами та тринадцятьма результативними передачами знову допоміг команді виграти чемпіонат. У четвертому сезоні Шері виграв третій поспіль чемпіонат Ізраїлю, забивши чотирнадцять голів та зробивши вісім результативних передач, а за першу половину наступного сезону 2023/24 Шері забив п'ять голів і віддав вісім результативних передач у 28 іграх, але оскільки незабаром перед тим у країні почалась війна у Газі, з особистих причин він хотів повернутися до Нідерландів. Всього Тьяронн зіграв за «Маккабі» саме 208 ігор, забив 56 голів і віддав 45 результативних передач. 25 січня 2024 року Шері повернувся до Ередивізі та приєднався до «Неймегена» на правах оренди, де і грав до кінця сезону.
26 травня 2024 року підписав дворічний контракт із бельгійським клубом «Антверпен» приєднався 2024 року. Нідерландець став одним із ключових гравців команди з Антверпена, забивши вісімнадцять голів у всіх змаганнях, що є його найвищим показником у клубній кар'єрі, та віддавши дев'ять результативних передач, крім того під час час міського дербі проти «Беєрсхота» він став найкращим гравцем матчу, забивши два голи дальніми ударами.
15 червня 2025 року «Неймеген» оголосив про повернення Шері, підписавши з 37-річним гравцем трьохсезонний контракт.

## Виступи за збірну
У травні 2015 року Шері був вперше викликаний до національної збірної Нідерландів, а два роки по тому його знову запросили до національної команди, але так за неї Тьяронн і не дебютував.
Маючи суринамське коріння, Шері вирішив представляти свою історичну батьківщину і у жовтні 2020 року ФІФА дала Тьяронну дозвіл на виступі у складі національної збірної Суринаму. 28 березня 2021 року Шері дебютував у складі збірної Суринаму у переможному матчі проти Аруби (6:0).

## Статистика виступів

### Статистика клубних виступів
Станом на 13 листопада 2022
| Сезон                            | Команда                          | Чемпіонат                        | Чемпіонат | Чемпіонат | Національний кубок | Національний кубок | Національний кубок | Континентальні кубки | Континентальні кубки | Континентальні кубки | Інші змагання | Інші змагання | Інші змагання | Усього | Усього |
| Сезон                            | Команда                          | Ліга                             | Ігор      | Голів     | Ліга               | Ігор               | Голів              | Ліга                 | Ігор                 | Голів                | Ліга          | Ігор          | Голів         | Ігор   | Голів  |
| -------------------------------- | -------------------------------- | -------------------------------- | --------- | --------- | ------------------ | ------------------ | ------------------ | -------------------- | -------------------- | -------------------- | ------------- | ------------- | ------------- | ------ | ------ |
| 2008-січ. 2009                   | «Твенте»                         | ЕД                               | 1         | 0         | КН                 | 1                  | 0                  | -                    | -                    | -                    | -             | -             | -             | 2      | 0      |
| січ.-черв. 2009                  | «Камбюр»                         | ЕЕД                              | 15+3      | 0         | КН                 | -                  | -                  | -                    | -                    | -                    | -             | -             | -             | 18     | 0      |
| 2009–10                          | «Росендал»                       | ЕЕД                              | 30        | 1         | КН                 | 2                  | 0                  | -                    | -                    | -                    | -             | -             | -             | 32     | 1      |
| 2010–11                          | «Еммен»                          | ЕЕД                              | 33        | 9         | КН                 | 1                  | 1                  | -                    | -                    | -                    | -             | -             | -             | 34     | 10     |
| 2011–12                          | «АДО Ден Гаг»                    | ЕД                               | 34        | 2         | КН                 | 2                  | 2                  | ЛЄ                   | 4                    | 1                    | -             | -             | -             | 40     | 5      |
| 2012–13                          | «АДО Ден Гаг»                    | ЕД                               | 32        | 8         | КН                 | 2                  | 0                  | -                    | -                    | -                    | -             | -             | -             | 34     | 8      |
| Усього за «АДО Ден Гаг»          | Усього за «АДО Ден Гаг»          | Усього за «АДО Ден Гаг»          | 66        | 10        |                    | 4                  | 2                  |                      | 4                    | 1                    |               | -             | -             | 74     | 13     |
| 2013–14                          | «Гронінген»                      | ЕД                               | 31+4      | 7+3       | КН                 | 3                  | 0                  | -                    | -                    | -                    | -             | -             | -             | 38     | 10     |
| 2014–15                          | «Гронінген»                      | ЕД                               | 34        | 15        | КН                 | 6                  | 2                  | ЛЄ                   | 2                    | 0                    | -             | -             | -             | 42     | 17     |
| Усього за «Гронінген»            | Усього за «Гронінген»            | Усього за «Гронінген»            | 65+4      | 22+3      |                    | 9                  | 2                  |                      | 2                    | 0                    |               | -             | -             | 80     | 27     |
| 2015–16                          | «Квінз Парк Рейнджерс»           | ЧФЛ                              | 39        | 10        | КА+КЛ              | 1+1                | 0                  | -                    | -                    | -                    | -             | -             | -             | 41     | 10     |
| 2016-січ. 2017                   | «Квінз Парк Рейнджерс»           | ЧФЛ                              | 22        | 4         | КА+КЛ              | 0+3                | 0                  | -                    | -                    | -                    | -             | -             | -             | 25     | 4      |
| Усього за «Квінз Парк Рейнджерс» | Усього за «Квінз Парк Рейнджерс» | Усього за «Квінз Парк Рейнджерс» | 61        | 14        |                    | 5                  | 0                  |                      | -                    | -                    |               | -             | -             | 66     | 14     |
| 2017                             | «Гуйчжоу Чжичен»                 | СЛ                               | 18        | 0         | КК                 | 0                  | 0                  | -                    | -                    | -                    | -             | -             | -             | 18     | 0      |
| 2018                             | «Гуйчжоу Чжичен»                 | СЛ                               | 9         | 1         | КК                 | 1                  | 0                  | -                    | -                    | -                    | -             | -             | -             | 10     | 1      |
| Усього за «Гуйчжоу Чжичен»       | Усього за «Гуйчжоу Чжичен»       | Усього за «Гуйчжоу Чжичен»       | 27        | 1         |                    | 1                  | 0                  |                      | -                    | -                    |               | -             | -             | 28     | 1      |
| 2018–19                          | «Кайсеріспор»                    | СЛ                               | 33        | 9         | КТ                 | 4                  | 1                  | -                    | -                    | -                    | -             | -             | -             | 37     | 10     |
| 2019–20                          | «Маккабі» (Хайфа)                | ПЛ                               | 26+10     | 8+2       | КІ+КТ              | 3+1                | 0                  | ЛЄ                   | 0                    | 0                    | -             | -             | -             | 40     | 10     |
| 2020–21                          | «Маккабі» (Хайфа)                | ПЛ                               | 25+9      | 7+5       | КІ+КТ              | 3+4                | 0                  | ЛЄ                   | 4                    | 2                    | -             | -             | -             | 45     | 14     |
| 2021–22                          | «Маккабі» (Хайфа)                | ПЛ                               | 25+8      | 6+3       | КІ+КТ              | 4+2                | 2+0                | ЛЧ+ЛК                | 2+11                 | 0+2                  | СІ            | 1             | 0             | 51     | 13     |
| 2022–23                          | «Маккабі» (Хайфа)                | ПЛ                               | 23+9      | 8+1       | КІ+КТ              | 0+1                | 0+1                | ЛЧ                   | 11                   | 4                    | СІ            | 1             | 0             | 45     | 14     |
| Усього за Maccabi Haifa          | Усього за Maccabi Haifa          | Усього за Maccabi Haifa          | 99+36     | 29+11     |                    | 18                 | 3                  |                      | 28                   | 8                    |               | 2             | 0             | 183    | 51     |
| Усього за кар'єру                | Усього за кар'єру                | Усього за кар'єру                | 473       | 109       |                    | 45                 | 9                  |                      | 34                   | 9                    |               | 2             | 0             | 554    | 127    |

### Статистика виступів за збірну
| Дата      | Місто      | Господарі | Результат | Гості              | Турнір            | Голи | Примітки |
| --------- | ---------- | --------- | --------- | ------------------ | ----------------- | ---- | -------- |
| 28-3-2021 | Брейдентон | Аруба     | 0 – 6     | Суринам            | Відбір до ЧС 2022 | -    |          |
| 5-6-2021  | Парамарибо | Суринам   | 6 – 0     | Бермудські Острови | Відбір до ЧС 2022 | -    |          |
| 9-6-2021  | Бриджв'ю   | Канада    | 4 – 0     | Суринам            | Відбір до ЧС 2022 | -    |          |
| 27-3-2022 | Танябурі   | Таїланд   | 1 – 0     | Суринам            | товариський матч  | -    |          |
| Усього    |            | Матчів    | 4         |                    | Голів             | 0    |          |

## Титули і досягнення
- Володар Кубка Нідерландів (1):

«Гронінген»: 2014/15
- Чемпіон Ізраїлю (3):

«Маккабі» (Хайфа): 2020/21, 2021/22, 2022/23
- Володар Кубка Тото (1):

«Маккабі» (Хайфа): 2021
- Володар Суперкубка Ізраїлю (2):

«Маккабі» (Хайфа): 2021, 2023

### Індивідуальні
- Гравець року за версією гравців команди «Квінз Парк Рейнджерс»: 2015/16